# تسوتومو يامازاكي (سياسي)
تسوتومو يامازاكي (8 مايو 1947 - 2 يونيو 2021) سياسي ياباني. شغل منصب عضو مجلس المستشارين (1995-2007، 2010-2017).
توفي يامازاكي في 2 يونيو 2021 عن عمر يناهز 73 عامًا.